# 約瑟夫·萊曼·席爾斯比

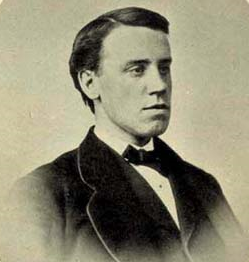

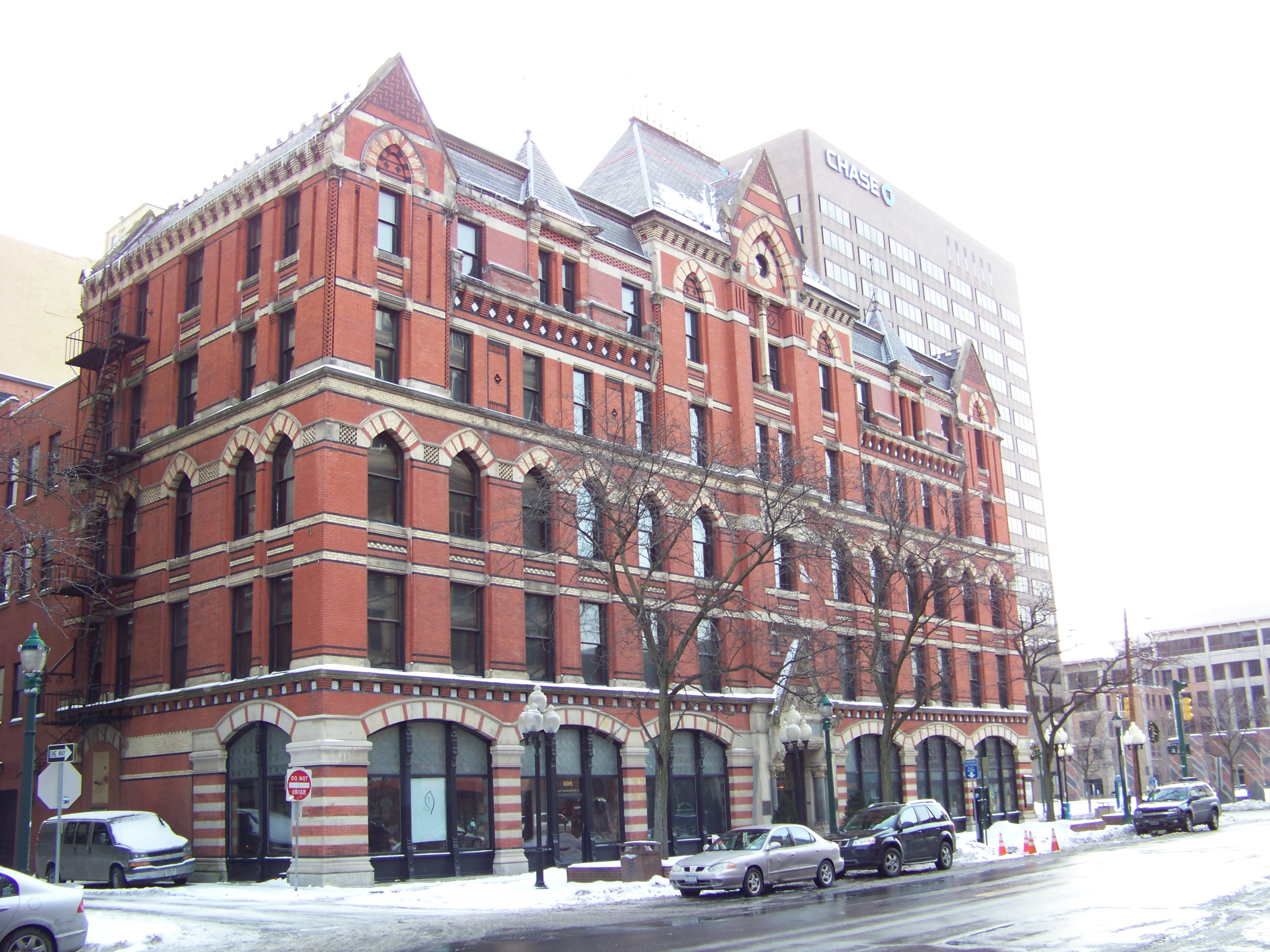
位於紐約雪城的懷特紀念館，由席爾斯比所設計。

約瑟夫·萊曼·席爾斯比（Joseph Lyman Silsbee，1848年—1913年），美國建築師。他大部份著名的作品都位於雪城、水牛城、芝加哥一帶。
席爾斯比對於美國一個整個世代的建築師影響深遠，其中包含知名建築師法蘭克·洛伊·萊特。

## 生平
1848年，席爾斯比出生於麻薩諸塞州的塞勒姆。他曾在菲利普斯埃克塞特學院和哈佛大學就讀。